# Emotionellt instabilt personlighetssyndrom
Emotionellt instabilt personlighetssyndrom, förkortat EIPS, EIP eller EUPD (efter engelskans emotionally unstable personality disorder), tidigare även kallat borderline personlighetsstörning (BPD), är en personlighetsstörning, som kännetecknas av exempelvis instabila relationer, känslomässig labilitet, tomhetskänslor, stark ilska och självskada. 
I DSM-5, en av American Psychiatric Association utgiven diagnostisk manual för psykiska diagnoser, används termen borderline personlighetssyndrom medan ICD-10, diagnostisk manual utgiven av Världshälsoorganisationen (WHO), kallar tillståndet emotionellt instabilt personlighetssyndrom. I informellt bruk används termen borderline. Det finns vissa skillnader vad gäller de diagnostiska kriterierna i DSM-5 och ICD-10, men det är i grunden samma diagnos.
EIPS har liknande symptom som flera andra diagnoser, däribland ADHD, Aspergers syndrom, autism, bipolär sjukdom och PTSD. Det är vanligt att personer med EIPS även har annan psykisk problematik, såsom depression, ångest, ätstörningar och/eller missbruk.
Omkring 10 procent av diagnostiserade med EIPS dör av självmord. De flesta självmordsförsök sker i tjugoårsåldern, men de flesta dödsfall vid självmord sker i trettioårsåldern.
Det har bland läkare, terapeuter, psykologer och psykoanalytiker rått vitt skilda uppfattningar gällande vad EIPS ska kallas och vad som kännetecknar diagnosen. Enligt psykiatriprofessorn John Gunderson karaktäriseras EIPS av att personen har stora problem i tre områden: interpersonella relationer, känslokontroll och impulskontroll. Vidare menar han att om en person har stark rädsla för att bli övergiven och skär sig själv, är sannolikheten 88 procent att personen i fråga har EIPS.
Prognosen är god för behandling av EIPS: inom 15 år blir 75 procent fria från diagnosen. Vanliga behandlingsformer för EIPS är dialektisk beteendeterapi (DBT) och mentaliseringsbaserad terapi (MBT).

## Benämning
Den engelske sextonhundratalsläkaren Thomas Sydenham kallade EIPS för hystericks, och menade att vederbörande patienter "älskar gränslöst de människor som de mycket snart kommer att hata lika måttlöst". 
I början av 1900-talet användes termen "latent schizofreni" då man menade att personer med EIPS hade en underliggande schizofreni. En annan benämning har varit "som-om-personlighet", utifrån en uppfattning om att personer med EIPS på ytan hade ett normalt fungerande socialt liv, men under ytan hade allvarligt störda interpersonella relationer. Andra benämningar har varit ambulatorisk schizofreni, preschizofreni, schizofren karaktär, pseudopsykopatisk schizofreni, subklinisk schizofreni, borderland, borderline schizofreni, pseudoneurotisk schizofreni och gränspsykos. 
Borderlinebegreppet myntades år 1938 av psykoanalytikern Adolph Stern, och blev till slut den vanligaste benämningen. Termen syftar till en uppfattning om att personer med borderline ligger i gränslandet mellan neuros och psykos. År 1997 fanns, enligt Socialstyrelsen, ingen officiell benämning i Sverige. I slutenvården fanns en skyldighet att rapportera enligt en översättning av ICD-10, som använde benämningen emotionellt instabil personlighetsstörning med borderline som en undertyp. Utanför slutenvården fanns dock inte denna anmälningsskyldighet, vilket innebar att borderline likväl som emotionellt instabil personlighetsstörning kunde förekomma.

## Symtom
Symtomen för EIPS skiljer sig mycket från person till person.

### Enligt DSM-5
I DSM-5 listas nio diagnostiska kriterier; fem eller fler av dessa punkter krävs för att få en diagnos:
- Stark rädsla för separation och/eller överdriven ansträngning för att undvika separation – oavsett om separationen är inbillad eller verklig.
- Ett mönster av instabila och intensiva relationer med andra människor som skiftar mellan överdriven beundran och idealisering och nedvärdering.
- Instabil identitet och självbild.
- Impulsivitet som genererar negativa konsekvenser, som att försätta sig i farliga situationer, använda sex på ett destruktivt sätt, hetsäta, spendera mer pengar än vad individen har råd med.
- Återkommande självmordstankar, självmordsförsök, hot om självmord, och/eller självskadebeteende.
- Emotionell instabilitet. Instabila affekter som pendlar kraftigt under timmar eller dagar.
- Kroniska tomhetskänslor.
- Återkommande ilska eller frustration som inte står i proportion till situationen och/eller svårigheter att hantera sin ilska på ett konstruktivt sätt
- Stressrelaterade paranoida tankar eller allvarlig dissociation.

Individer med EIPS kan uppleva att de är onda eller dåliga människor. Diverse symptom, såsom den impulsiva ilskan, kan hos vissa ge en känsla av bekräftelse för att individen är en dålig människa.
Vidare kan vissa personer med EIPS uppleva psykotiska symptom såsom hallucinationer eller utomkroppsliga upplevelser. En del beskriver vilja av att lämna allt innan ett mål är uppfyllt: såsom att hoppa av skolan precis före examen. Det är vanligt med återkommande uppsägningar, avhopp från studier, och/eller skilsmässor.

### Enligt ICD-10
Av ICD-10 framgår att en person med emotionellt instabil personlighetsstörning har en tendens att agera impulsivt utan vidare eftertanke, med ett instabilt känsloliv. Det framgår också att det finns en tendens till stora emotionella svängningar som individen inte kan kontrollera och ibland konflikter med andra som orsakats av impulsiva handlingar. I ICD-10 delas emotionellt instabil personlighetsstörning in i två typer: impulsiv och borderline. Den impulsiva typen karaktäriseras av emotionell instabilitet och bristande impulskontroll. Borderlinetypen karaktäriseras av instabil självbild, instabila personliga målsättningar, instabila personliga preferenser, kroniska tomhetskänslor, intensiva och instabila relationer med andra människor, självdestruktivt beteende och självmordsbeteende eller självmordsförsök.

### Starka känslor som växlar snabbt
Personer med EIPS kan ofta ha ett instabilt humör. Humörsvängningar väcks ofta av externa händelser, och en episod kan vara från timmar till dagar. I synnerhet är personer med EIPS känsliga för händelser som tolkas som att hen blir övergiven, avvisad eller misslyckas. Humörsvängningarna kan ofta vara mellan depression och ilska, och mindre ofta mellan nedstämda humör till positiva. Negativa känslor varar ofta längre än det som anses normalt, men samma sak kan inte sägas om positiva känslor.
Personer med EIPS kan ofta bli arga eller irriterade, till synes bortom proportion till vad som väckte ilskan. En del personer med borderline uppger även en ökad känsla av fientlighet mot andra människor. 

### Svårt med relationer
Över 74 procent av alla personer med EIPS har problem med interpersonella relationer. Detta leder till att mer än hälften av de kvinnor som har EIPS aldrig gifter sig, och än färre skaffar barn. Klinisk erfarenhet visar att många med EIPS reagerar på interpersonella problem med att isolera sig från andra människor. Att isolera sig från andra kan exempelvis vara en strategi för att inte bli sårad eller känna sig övergiven.
Av DSM-5 framgår att rädslan för att bli övergiven, hos personer med EIPS, kan leda till stora skiftningar i självbild och i individens beteende. Vidare står det att individer med EIPS är känsliga för yttre omständigheter. Exempelvis kan en individ med EIPS känna stor rädsla för att bli övergiven och/eller ilska om individen utsätts för separation från en annan individ, även om separationen är kortvarig och planerad. En person med EIPS kan även känna så om han eller hon planerat ett möte med en annan person, och personen kommer för sent – även om det bara är några minuter – eller planerna ändras med kort varsel. Individer med borderline kan tro att denna "övergivning" – vare sig den är verklig eller inbillad – är ett tecken på att de själva är dåliga människor. Rädslan för att bli övergiven är relaterad till en känsla av att aldrig vilja vara ensam och ett behov av att ständigt ha människor omkring sig. Det kan förekomma självskadebeteende och/eller hot om självmord i syfte att undvika att bli övergiven.
Personer med EIPS kan vara känsliga för händelser eller beteenden som för friska individer anses vara småsaker. Exempelvis kan en person med EIPS bli arg eller må dåligt över mindre separationer, såsom semestrar, arbetsresor, eller liknande, om det innebär att de separeras från närstående. Vidare kan personer med EIPS vara känsligare för saker såsom ansiktsuttryck, ordval, med mera. Exempelvis kan en person med EIPS se ett neutralt ansikte som ett argt ansikte och kan reagera mer negativt på nedsättande ordval än andra människor.
Av DSM-5 framgår att individer med EIPS kan vilja tillbringa mycket tid med en person, dela med sig av sina mest intima hemligheter tidigt i förhållandet och intensivt idealisera och beundra denne. Detta kan dock snabbt övergå till att individen med EIPS nedvärderar den andre, anser att den andre inte bryr sig tillräckligt, inte finns tillgänglig tillräckligt, och så vidare.
Instabil självbild är ett vanligt problem för personer med EIPS och klassas som ett interpersonellt problem. Den instabila självbilden kan uttryckas exempelvis genom förändringar i personliga målsättningar, värderingar, sexuell identitet, typer av vänner, och så vidare. I vissa fall kan individen känna att denne inte existerar över huvud taget, ofta till följd av en upplevd brist på meningsfulla relationer och/eller stöd.

### Tomhetskänsla
Personer med EIPS kan ofta uppleva en ihållande tomhet. Tomheten är svårdefinierad, men relaterar till känslor av hopplöshet, isolation, ensamhet och vissa depressiva symptom.

### Overklighetskänslor
Omkring 40–50 procent av personer med EIPS uppvisar kognitiva besvär i form av kortvariga psykotiska symptom eller dissociation. 
Vanliga psykotiska symptom är hörselhallucinationer eller paranoida tankar, men till skillnad från personer med schizofreni varar de psykotiska besvären under kortare perioder. Andra kognitiva besvär är känslor av att ens kropp är förändrad eller overklig, eller att verkligheten känns overklig/bisarr eller illusioner. Dessa besvär förekommer även i bland annat posttraumatiskt stressyndrom.

### Självdestruktivt och impulsivt beteende
Självdestruktivt beteende i syfte att reglera sina känslor är vanligt hos personer med EIPS; hos kvinnor yttrar det sig främst genom fysiskt självskadebeteende såsom att skära sig eller göra illa sig på annat sätt medan det hos män mer är av enbart psykisk karaktär där man t.ex. ser ner på sig själv och känner starkt självförakt som dock kan gå ut över närstående, inte sällan med olika typer av utagerande, ofta när närstående eller andra personer man har känslomässiga band till väcker olika typer av känslor. En väsentlig skillnad på män respektive kvinnor med EIPS är att kvinnor mest håller känslorna inom sig medan män oftast agerar ut dem mer, det sistnämnda gör att det kan bli svårare för män att etablera vänskapskontakter då de som de närmar sig känslomässigt lättare kan dras in i deras självdestruktivitet, detta kan avsevärt förvärra symtomen då det starkt bidrar till ofrivillig isolering. Fler än 90 procent av personer diagnosticerade med EPIS har någon form av självskadebeteende. Personer med EIPS hetsäter ofta, slösar pengar, spelar med pengar, missbrukar sex och/eller har annat missbruk, såsom drog- eller alkoholmissbruk.
I en studie gjord 1969 med 62 kvinnor med EIPS hade 41 av dessa ett självskadebeteende. Hos dessa var den vanligaste formen av självskadebeteende att skära sig själv. De uppgav olika anledningar till att de skadade sig själva, varav de vanligaste orsakerna var: att minska ångest eller förtvivlan; konkretisera en inre diffus smärta i konkret fysisk smärta; straffa sig själv; minska tomhetskänslor; uttrycka vrede; hämnas på någon; känna kontroll; distrahera sig själv från jobbiga minnen; eller känna sig verklig. Andra dokumenterade former av självskadebeteende förekommer också, så som att slå eller bränna sig själv; hindra sår från att läka; sticka nålar i armen; bryta fingrar och tår; riva eller bita sig själv; rycka ut hår; slå nävar eller huvud i väggen. Det förekommer även att personer med EIPS får andra att göra dem illa. Görel Kristina Näslund beskrev 1998 en kvinna som åt cigaretter i syfte att få bli magpumpad.

### Självmordstankar
Självmordsförsök är mycket vanliga bland personer med EIPS. Mellan 60 och 78 procent av alla personer med EIPS har uppvisat självmordsbenägna tendenser. Totalt 8–10 procent tar sitt liv och den siffran blir dubbelt så stor om personen samtidigt har ett alkoholmissbruk. En studie av deprimerade personer med EIPS inlagda på sjukhus visade att över 90 procent av personerna i studien hade försökt ta sitt liv en eller flera gånger. Michael H. Stone följde upp 206 personer med EIPS 16 år efter att de skrivits ut från en psykiatrisk klinik. Omkring nio procent hade tagit sitt liv; bland män som också hade svår depression hade 18,5 procent tagit livet av sig och bland de som led av både svår depression och drogmissbruk, utöver EIPS, hade 45 procent tagit livet av sig. I Göteborg åren 1984–1987 inom åldersgruppen 15–29 år hade 58 personer tagit sitt liv. Av dessa hade en tredjedel diagnosen BPS.

## Diagnostik
För att diagnostisera en person med EIPS görs oftast ett antal strukturerade eller semistrukturerade intervjuer. Den vanligaste intervjun inom svensk psykiatri är SCID-2 (Structured clinical interview for DSM-IV axis II personality disorders) intervjun som baseras på kriterier från DSM-5. Det finns inga fysiska tester som kan genomföras för att hjälpa till i bedömningen. Om DSM-5 används, finns det 256 olika kombinationer av symptom som skulle kunna leda till en diagnos. På så vis kan det vara svårt att säkerställa diagnosen. Två viktiga faktorer i säkerställandet av diagnosen är att besvären varit långvariga och att personen har problem inom flera områden.
Under början på 1950-talet var borderline en diagnos som ställdes i brist på andra diagnoser. När läkaren inte kunde fastställa en neurotisk eller psykotisk diagnos gavs diagnosen borderline. På 1990-talet var situationen snarlik - när läkaren inte kunde fastställa någon annan psykisk diagnos gavs diagnosen borderline.

### Differentialdiagnostik
EIPS yttrar sig ibland genom symtom som föreligger inom flera andra diagnoser. Exempelvis ADHD, autismspektrumstörning, bipolär sjukdom och PTSD har symtomöverlapp med EIPS. Det är vanligt att de med EIPS även har annan psykisk problematik, såsom depression, ångest, ätstörningar och/eller missbruk.
Trots den höga förekomsten av EIPS i den generella populationen blir diagnosen inte sällan förbisedd, vilket kan leda till inadekvat behandling. Det är problematiskt då individer söker för ett specifikt problem och får behandling för denna, men dysfunktion kvarstår på grund av att problemen grundar sig i en borderlineproblematik. Komorbiditeten med många andra diagnoser gör differentieringsprocessen än svårare, och individer som diagnosticerats med EIPS uppfyller konsekvent kriterierna för ett till fem andra personlighetssyndrom. 

## Förekomst
Enligt DSM-5 uppskattas mellan 1,6 och 5,9 procent av befolkningen ha EIPS. I början av 2010-talet hade 10 procent av patienterna vid amerikanska psykiatriska öppenvårdsmottagningar EIPS och hos patienter inlagda inom den psykiatriska slutenvården i USA hade 20 procent av patienterna EIPS. I en norsk studie publicerad 2001 beräknades 0,7 procent av befolkningen ha EIPS, och i en svensk publicerad samma år 5,4 procent.
Det är oklart varför vissa individer utvecklar EIPS. Det finns en stor variation bland de som diagnostiseras med EIPS och deras bakgrund. En teori är att individerna som utvecklar EIPS i grunden är känslomässigt känsliga eller har utsatts för upplevelser som lett till att EIPS utvecklats. Genetiska faktorer och negativa händelser under uppväxten har visats bidra till utvecklingen av EIPS.
En långtidsstudie publicerad 2012 visade symtom på EIPS avtar med tiden. Efter 27 år uppfyllde 92 procent av personerna inte längre kriterierna för EIPS. Risken för självmord är högst i de tidiga vuxenåren och minskar successivt med åldern. I DSM-5 anges att trots att många av besvären kan vara livslånga är terapi en effektiv behandlingsmetod. Enligt DSM-5 uppfyller färre än hälften av patienterna kraven för diagnosen tio år efter behandling påbörjats, och besvären är generellt mindre hos 30 och 40-åringar jämfört med unga vuxna.
Majoriteten av de som diagnostiserats med EIPS är kvinnor. Av DSM-5 framgår att 75 procent av de med EIPS är kvinnor.

## Behandling
EIPS behandlas vanligtvis med terapi.
Enligt en studie från 2012 uppfyller 75 procent inte längre kriterierna för diagnosen 15 år efter diagnos och behandling, och 27 år efter är 92 procent friska. Hur länge behandlingen pågår varierar dock, studierna mätte bara 15 och 27 år efter diagnos, inte hur länge behandling pågått.

### Dialektisk beteendeterapi
Dialektisk beteendeterapi (DBT) kombinerar kognitiv beteendeterapi med övningar i medveten närvaro. Det är en populär behandling vid EIPS och har visat goda resultat. 
Statens beredning för medicinsk utvärdering (SBU) har genomfört en utredning för hur effektivt DBT är för behandling av EIPS-symptom. Utredningen visade att DBT bland annat leder till en minskning av självskadebeteende och missbruk. Utredningen visade dock också att det finns få studier gjorda inom området, och att mer forskning behövs.

### Mentaliseringsbaserad terapi
Mentaliseringsbaserad terapi (MBT) är en form av psykologisk behandling som inriktar sig på en individs medvetenhet om sitt eget och andras sätt att reagera, tänka och känna (mentalisering). Den utvecklades ursprungligen för personer med emotionellt instabilt personlighetssyndrom (EIPS, borderline) men har idag ett bredare användningsområde, till exempel för personer med ätstörningar och självskadebeteende.

### Övrig behandling
Andra terapiformer som förekommer vid behandling av EIPS är psykodynamisk terapi, kognitiv psykoterapi och kognitiv analytisk terapi.
Vid behov kan även psykofarmaka sättas in för att lindra symptom. Antidepressiva, stämningsstabiliserande läkemedel, lugnande och neuroleptika har förskrivits till personer med EIPS för att dämpa vissa symptom.